# MAN ND 202
De MAN ND 202 of MAN A14 is een dubbeldekkerbus, geproduceerd door de Duitse busfabrikant MAN van 1986 tot 1992. De MAN ND 202 is de opvolger van de SD 202 en is speciaal ontwikkeld voor BVG. In 1994 was BVG op zoek naar een opvolger voor de SD 202 die in 1992 uit productie ging. Samen met MAN werd de lage vloer bus ND 202 ontwikkeld. ND staat hierbij voor Niederflur Doppeldecker. Vanwege de chassis, wordt dit bustype ook weleens MAN A14 genoemd.

## Inzet
De bussen werden voornamelijk ingezet in Berlijn. Toen de bussen uit dienst gingen bij BVG werden enkele exemplaren geëxporteerd of verkocht aan andere Duitse vervoersbedrijven.
| Land       | Bedrijf          | Serie     | Aantal | Bouwjaar | Inzet                  | Opmerking          |
| ---------- | ---------------- | --------- | ------ | -------- | ---------------------- | ------------------ |
| Denemarken | Step On Step Off | ??        | 1995   | 1        | Sightseeing Kopenhagen | Voormalig BVG 3020 |
| Duitsland  | BVG              | 3000      | 1      | 1994     | Berlijn                | Prototype          |
| Duitsland  | BVG              | 3001-3086 | 86     | 1995     | Berlijn                |                    |